# Lantawan
Lantawan is een gemeente in de Filipijnse provincie Basilan op het gelijknamig eiland. Bij de laatste census in 2007 had de gemeente bijna 29 duizend inwoners.

## Geografie

### Bestuurlijke indeling
Lantawan is onderverdeeld in de volgende 35 barangays:
| - Atong-atong - Bagbagon - Baluk-baluk - Baungis - Bulan-bulan - Bulanza - Calayan - Calugusan - Canibungan - Dasalan - Landugan - Lantawan Proper | - Lawi-lawi - Lawila - Lower Bañas - Lower Manggas - Lubukan - Luuk-Maluha - Luukbongsod - Mananggal - Matarling - Matikang - Palahangan - Pamucalin | - Panducan - Paniongan - Parian-Baunoh - Sangbay Big - Sangbay Small - Suba-an - Switch Yakal - Tairan - Tausan - Upper Bañas - Upper Manggas |

## Demografie
Lantawan had bij de census van 2007 een inwoneraantal van 28.978 mensen. Dit zijn 1.491 mensen (5,4%) meer dan bij de vorige census van 2000. De gemiddelde jaarlijkse groei komt daarmee uit op 0,73%, hetgeen lager is dan het landelijk jaarlijks gemiddelde over deze periode (2,04%). Vergeleken met de census van 1995 is het aantal mensen met 3.365 (13,1%) toegenomen.

De bevolkingsdichtheid van Lantawan was ten tijde van de laatste census, met 28.978 inwoners op 405,04 km², 71,5 mensen per km².

## Geboren
- Wahab Akbar (1960-2007), politicus